# Carl Braig
Carl Braig (Kanzach, Baden-Württemberg, 10 de febrero de 1852 - Friburgo de Brisgovia, 24 de marzo de 1923) fue un filósofo y teólogo alemán.

## Estudios
Desde 1873 cursó Filosofía en Tubinga y se graduó en 1877. En 1878 fue ordenado como sacerdote. Fue párroco desde 1883 hasta 1893 en Wildbad cerca de Karlsruhe. Entre 1887 y 1888 realizó un viaje de estudios a París y Toulouse. En 1889 se doctoró en Teología en Friburgo de Brisgovia y allí fue profesor desde 1893, de filosofía y de propedéutica teológica. En 1897 se convirtió en profesor titular de Teología Dogmática en Friburgo. Entre 1907 y 1908 fue vicerrector de la Albert- Ludwig Universidad de Friburgo. En 1919 se retiró.

## Filosofía
Carl Braig era un filósofo apologético, orientado hacia la teología, seguidor de la obra de Gottfried Wilhelm Leibniz y de Rudolf Hermann Lotze. Rechazó el psicologismo, que estaba de moda, así como la filosofía subjetivista.
La ontologia de Braig ejerció profunda influencia en Martin Heidegger, quien fue su alumno.
En la obra de 1896 Vom Sein. Abriβ der Ontologie (Del Ser: Resumende Ontología) Braig afirmó que "el ser no es derivable a partir de conceptos superiores y él no es representable a partir de conceptos inferiores", lo cual repitió casi textualmente Heidegger, en Ser y Tiempo. La indeterminación del ser con respecto a toda determinación conceptual y a toda existência empírica es una tesis tradicional de la escolástica, que intentaba pensar la relación del creador con las criaturas, pero la ontologia de Braig, bajo la influencia de Hegel y Friedrich Schelling, desvinculó esa tesis de su perspectiva teológica tradicional. La conocida distinción haideggeriana entre el ser y el ente hecha por San Buenaventura, está citada en el libro de Braig. La crítica de Heidegger en Ser y Tiempo a una presencia meramente ontológica también le debe a Braig las sugerencias básicas. Braig proporcionó a Heidegger la distinción formativa de la "conciencia filosófica" del tiempo y la "conciencia común". También hace hincapié Braig en "la significación ontológica del concepto de tiempo". Braig introdujo también a Heidegger en el idealismo de orientación histórica de Hegel.

## Obras
- Die Zukunftsreligion des Unbewußten und das Problem des Subjektivismus: Ein apologetischer Versuch. Freiburg 1882. - 334 S. - Gegen Eduard von Hartmann
- Die Kunst des Gedankenlesens: Ein Gegenstück zum Spiritismus. Frankfurt 1886
- Die Freiheit der philosophischen Forschung in kritischer und christlicher Fassung: Eine akademische Antrittsrede. (gehalten am 5. Juni 1894). Freiburg 1894. - 64 S.
- Vom Denken: Abriß der Logik. Freiburg 1896 (Braig: Die Grundzüge der Philosophie. 2). - 141 S.. - Nicht erschienen sind die geplanten Bände 1: Propädeutik; 5: Physik; 6: Psychophysik; 7: Psychologie; 8: Ethik; 9: Ästhetik; 10: Philosophische Theologie - Digitale Version
- Vom Sein: Abriß der Ontologie. Freiburg 1896 (Braig: Die Grundzüge der Philosophie. 4). - 158 S. - Digitale Version
- Vom Erkennen: Abriß der Noetik. Freiburg 1897 (Braig: Die Grundzüge der Philosophie. 3). - 255 S. - Digitale Version
- Das Wesen des Christentums an einem Beispiel erläutert oder Adolf Harnack und die Messiasidee. Freiburg 1903. - 40 S.
- Modernstes Christentum und moderne Religionspsychologie: Zwei akademische Arbeiten. Freiburg 1906. - 2. Auflage 1907. - 150 S.
- Das Dogma des jüngsten Christentums. Rede, gehalten bei der Feier der Übergabe des Prorektorats am 15. Mai 1907
- Abriß der Christologie. Als Manuskript gedruckt. Freiburg 1907. - 207 S.
- Der Modernismus und die Freiheit der Wissenschaft. Freiburg 1911. - 58 S.
- Die Gotteslehre. Als Manuskript gedruckt. Freiburg 1912. - 151 S.